# Neuroinformática
Neuroinformática é um campo de pesquisa ligado com a organização de dados neurocientíficos através da aplicação de modelos computacionais e ferramentas analíticas. Essa área de pesquisa é importante para a análise e integração de dados experimentais cada vez mais volumosos e também muito sofisticados. Especialistas em neuroinformática, os "neuroinformáticos", fornecem ferramentas computacionais, modelos matemáticos e criam bancos de dados interoperáveis por médicos e pesquisadores. A neurociência é um campo heterogêneo (lida com múltiplos assuntos), consistindo de muitas e variadas sub-disciplinas, como a psicologia cognitiva, psicobiologia e a genética do comportamento. Para que possamos aprofundar ainda mais nossa compreensão sobre o cérebro, é necessário que todas as sub-disciplinas mencionadas sejam capazes de compartilhar os dados e descobertas de maneira eficiente. Os neuroinformáticos facilitam essa complexa tarefa.
A neuroinformática se situa na intersecção da neurociência e ciência da informação. Outros campos, como a genômica, tem demonstrado a efetividade de bancos de dados distribuídos gratuitamente e a aplicação de modelos computacionais e teóricos para a resolução de problemas complexos. Em neuroinformática, tais facilidades permitem aos pesquisadores confirmarem a funcionalidade de seus modelos de maneira muito mais fácil. Além disso, a neuroinformática promove pesquisas colaborativas - um fato importante que simplifica os interesses da área em estudar a complexidade multinível do cérebro.
Há três principais direções onde a neuroinformática tem sido aplicada:
1. O desenvolvimento de bancos de dados e ferramentas para compartilhar e gerenciar os dados da neurociência em todos os níveis de análise;
2. O desenvolvimento de ferramentas para analisar e modelar os dados da neurociência;
3. O desenvolvimento de modelos computacionais do sistema nervoso e dos processos neurais.

Atualmente, como grandes quantidades de dados, de natureza diversa, sobre o cérebro, têm sido coletados por muitos grupos de pesquisa, um problema foi levantado: como integrar os dados de milhares de publicações de forma a obter ferramentas eficientes para pesquisa adicional? Os dados biológicos e neurocientíficos são altamente complexos e interconectados, e a integração, por si mesma, representa um grande desafio para os pesquisadores.
A combinação entre pesquisa em informática e pesquisa do cérebro resulta em benefício para ambas as ciências. Por um lado, a informática facilita o processamento e o manuseio de dados cerebrais, por fornecer novas tecnologias eletrônicas e de software para estruturação de bancos de dados, além de ajudar na comunicação e modelagem da pesquisa cerebral. Por outro, aprimora as descobertas no campo da neurociência e o resultará no desenvolvimento de novos métodos dentro da tecnologia da informação.